# Escalafón
L’escalafón (mot espagnol signifiant littéralement « échelon », « hiérarchie » ou « tableau d'avancement ») est le classement annuel des toreros en fonction du nombre de corridas effectuées. Il est établi par spécificité : novilleros, matadors, rejoneadores. Le nombre de trophées obtenus est affiché en Espagne, en France et au Portugal (pour ce dernier pays, seules entrant en ligne de compte les corridas avec mise à mort), au cours d'une saison (temporada).

## Présentation
De même que le chanteur qui vend le plus de disques n’est pas forcément le meilleur chanteur, que le film qui fait le plus d’entrées dans l’année n’est pas forcément le meilleur film de l’année, le matador en tête de l’escalafón n’est pas forcément le meilleur. La place d’un matador est sans doute due pour partie à son talent, elle est également due pour partie au talent de son apoderado, aux bonnes relations que celui-ci entretient avec les empresas (« organisateurs de corridas »), etc.
En ce qui concerne les trophées départageant les ex æquo, ils n’ont pas tous le même poids. Tel matador fréquente essentiellement les grandes arènes dans lesquelles oreilles et queues pèsent – en principe – très lourd ; tel autre engrange les trophées dans des arènes de villages ou de plages où ils ne sont que de pacotille.
Pour essayer d’établir un classement plus représentatif de la qualité des matadors, certains périodiques publient deux escalafones : l’un « général » tenant compte de toutes les corridas combattues et de tous les trophées coupés, l’autre « restreint » ne tenant compte que des corridas effectuées dans des arènes de première et de deuxième catégorie. Ainsi en juillet 2006, « El Fandi » se trouve numéro un aux deux escalafones ; « El Juli » onzième seulement à l’escalafón général, occupe la deuxième place à l’escalafón première et deuxième catégories ; quant à Manuel Díaz « El Cordobés », dixième au classement général, il se retrouve en… vingt-cinquième position au classement par catégories.
Cet escalafón restreint reflète sans doute mieux la réalité des talents que l’escalafón général. Il doit toutefois être relativisé : il existe nombre d’arènes de troisième catégorie dont le public est réputé connaisseur et dans lesquelles les trophées pèsent lourd ; dans certaines arènes de première catégorie, les trophées sont aussi légers que dans une arène de station balnéaire.
L’escalafón a une importance en ce qui concerne le droit du travail : selon les accords entre les syndicats de matadors et les syndicats de subalternes, lorsqu’un matador a participé à plus de quarante-deux corridas au cours d'une même année, l’année suivante il est obligé d’engager - et de payer - une cuadrilla complète pour toute l’année ; dans le cas contraire, sa cuadrilla est engagée - et payée - au coup par coup. Ce qui explique pourquoi, en fin de saison, certains matadors proches de la quarantaine de contrats lèvent le pied afin de ne surtout pas dépasser, pour une ou deux corridas seulement, le nombre fatidique.
L'escalafón est un classement important pour les rejoneadors.